# Sayagyi U Ba Khin
 (juillet 2024).
Sayagyi U Ba Khin (Birman: ဘခင်, prononcé [ba̰ kʰɪ̀ɰ̃]), né le 6 mars 1899 et mort le 19 janvier 1971, est le premier comptable de l'union de Birmanie. 

## Biographie
Sayagyi U Ba Khin est le fondateur du centre international de méditation de Rangoun en Birmanie. Il est principalement connu comme professeur de méditation dans la tradition Vipassanā.
Il est l'élève de Ledi Sayadaw et le professeur de Satya Narayan Goenka. 